# Ендокринна хірургія

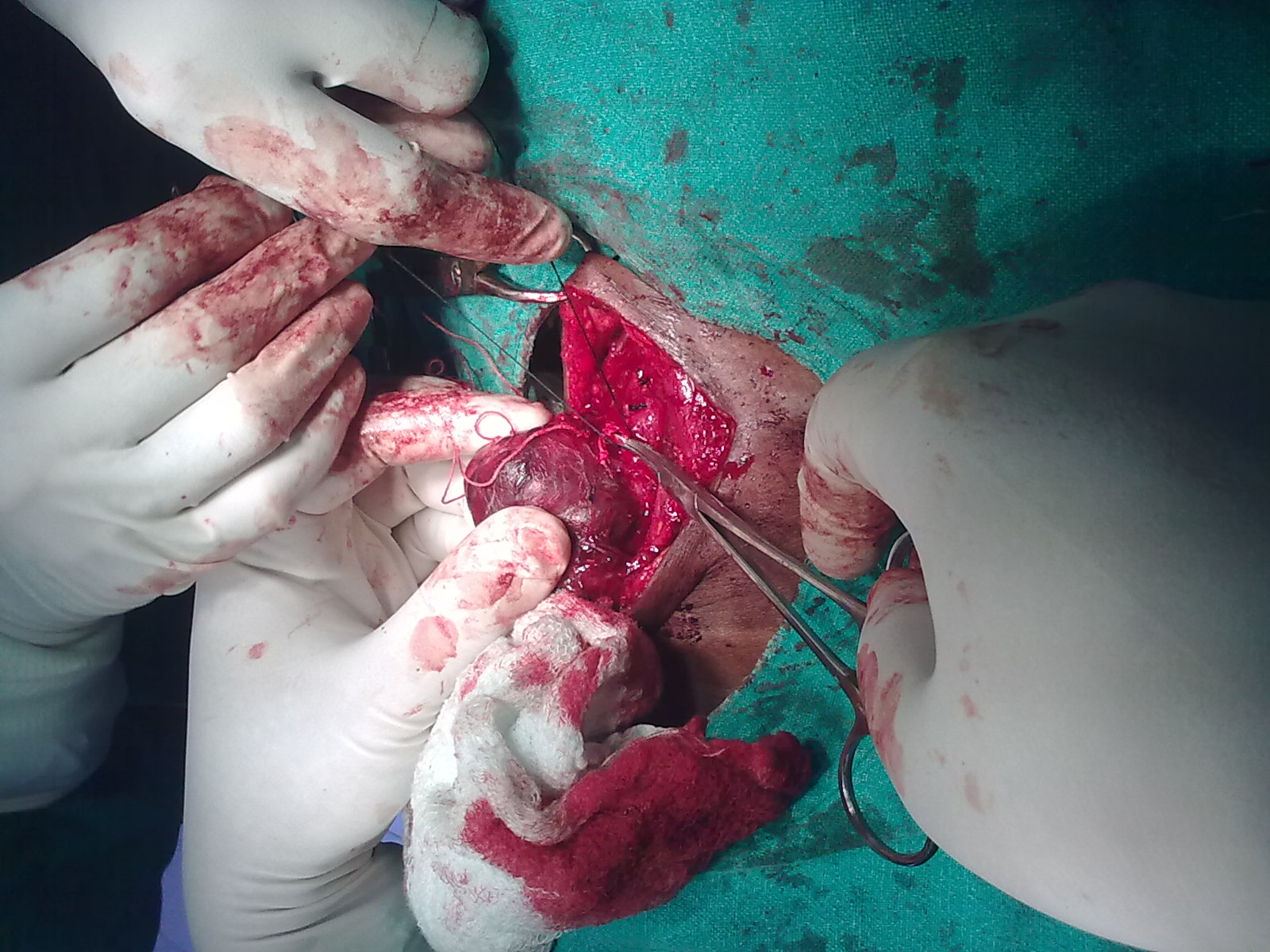
Тиреоїдектомія: етап мобілізації однієї з долей щитоподібної залози.

Ендокри́нна хірургі́я — це хірургічна суб-спеціальність та галузь хірургії метою якої є оперативне лікування хвороб ендокриних залоз.

## Ендокринна хірургія
Надзвичайна складність виконання хірургічних операцій та подальше лікування пацієнтів з певними хворобами ендокринних органів потребує висококваліфікованих спеціалістів, які мають досвід виконання значної кількості оперативних втручань виключно в певних анатомічних ділянках, що знижує ризик таких післяопераційних ускладнень, як втрата голосу, кровотеча, гіпокальціємія тощо, що можуть мати місце в менш спеціалізованій загальнохірургічній клініці.

## Основні напрямки ендокринної хірургії
Залучення ендокринних хірургів необхідно при патології щитоподібної залози (переважна більшість випадків); оперативні втручання при патології паращитоподібних (паратиреоїдектомія) та наднирникових залоз (адреналектомія) виконуються значно рідше.
При патології щитоподібної залози виконуються: резекція щитоподібної залози та гемітиреоїдектомія (видалення однієї долі). Тиреоїдектомія (повне видалення) виконується для лікування раку щитоподібної залози).